# معماری ویکتوریایی

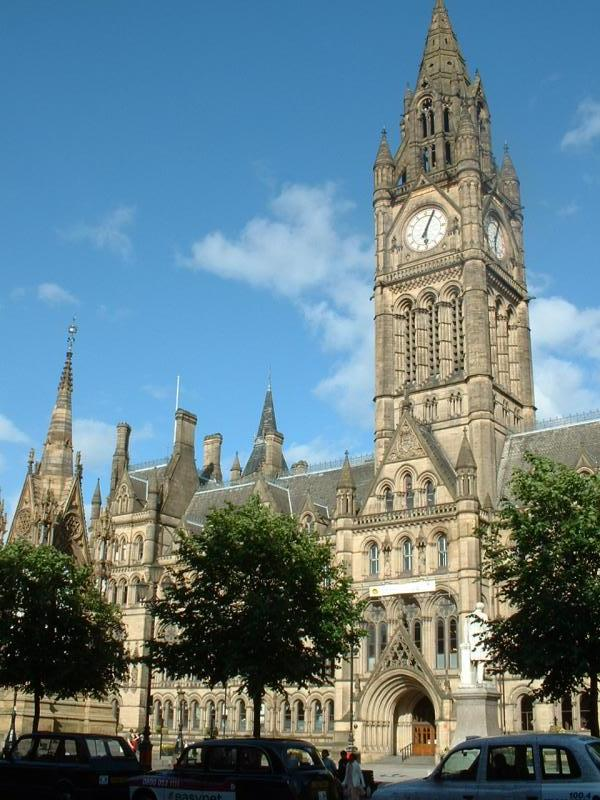
عمارت عمومی منچستر نمونه‌ای از معماری سبک ویکتوریا است که در شهر منچستر بریتانیا قرار دارد

معماری روزگار ویکتوریا یا عصر ویکتوریا یکی از گونه‌های سبک معماری است که در عصر ویکتوریا رواج داشته است. 

## نگارخانه

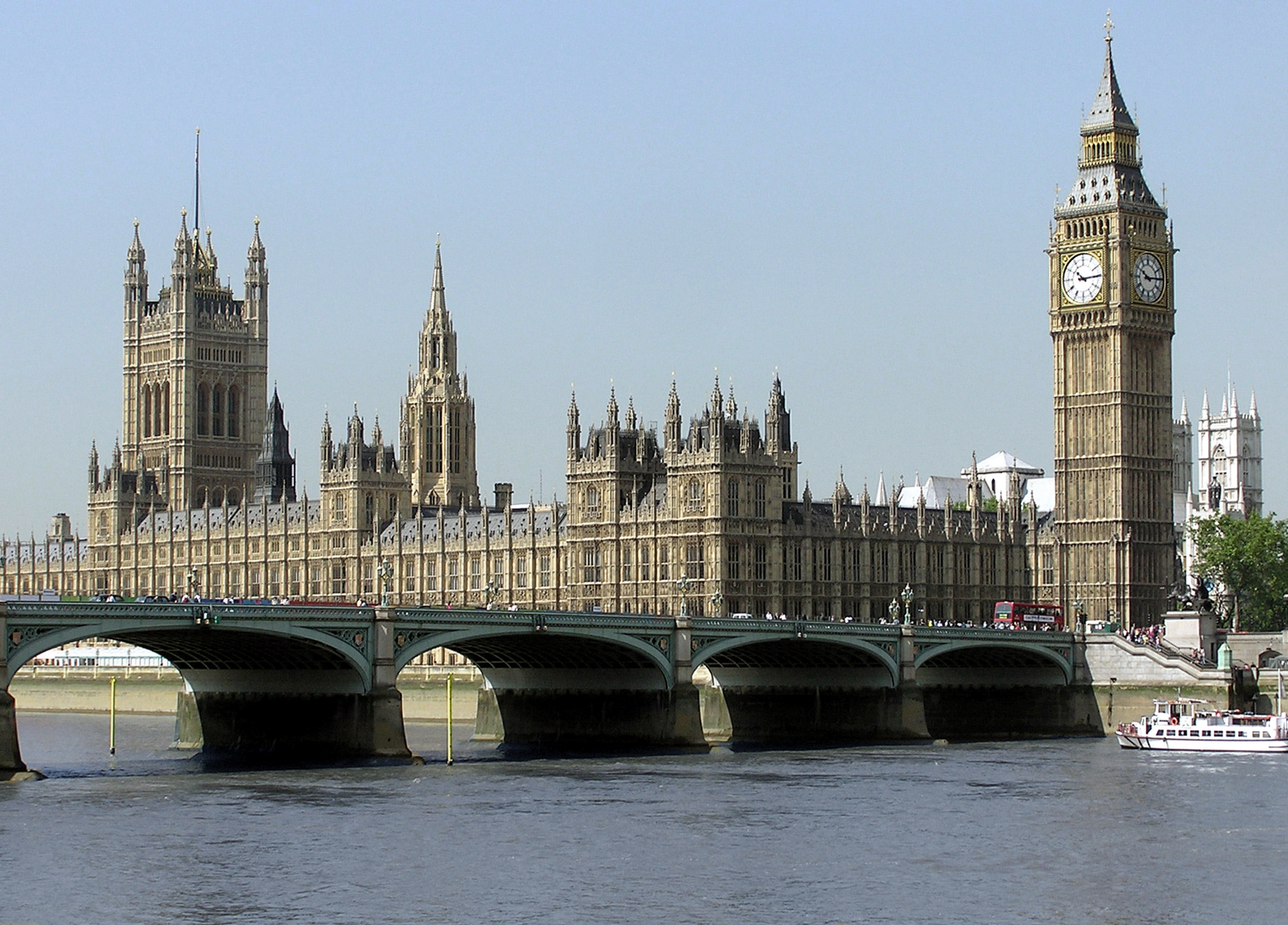
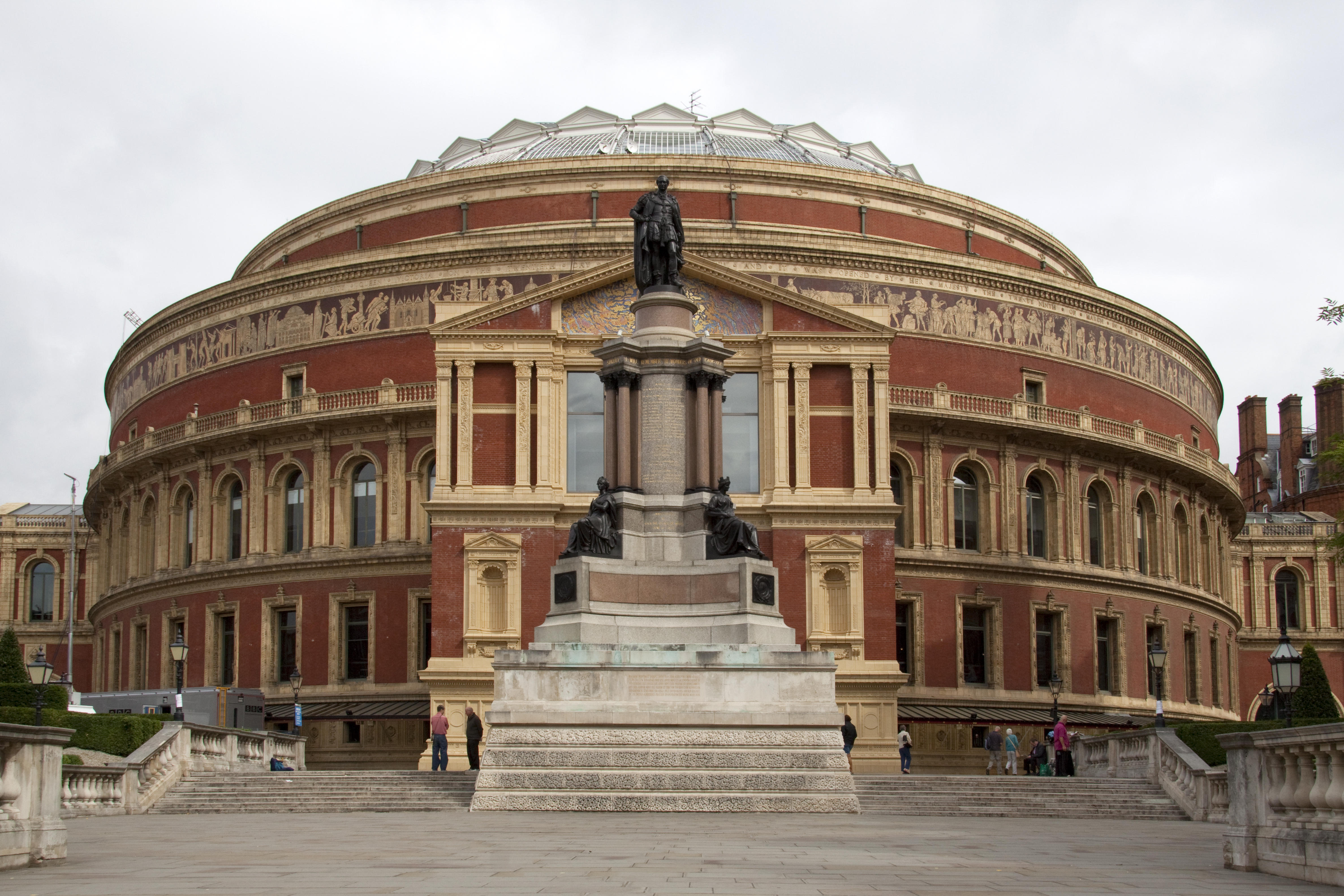
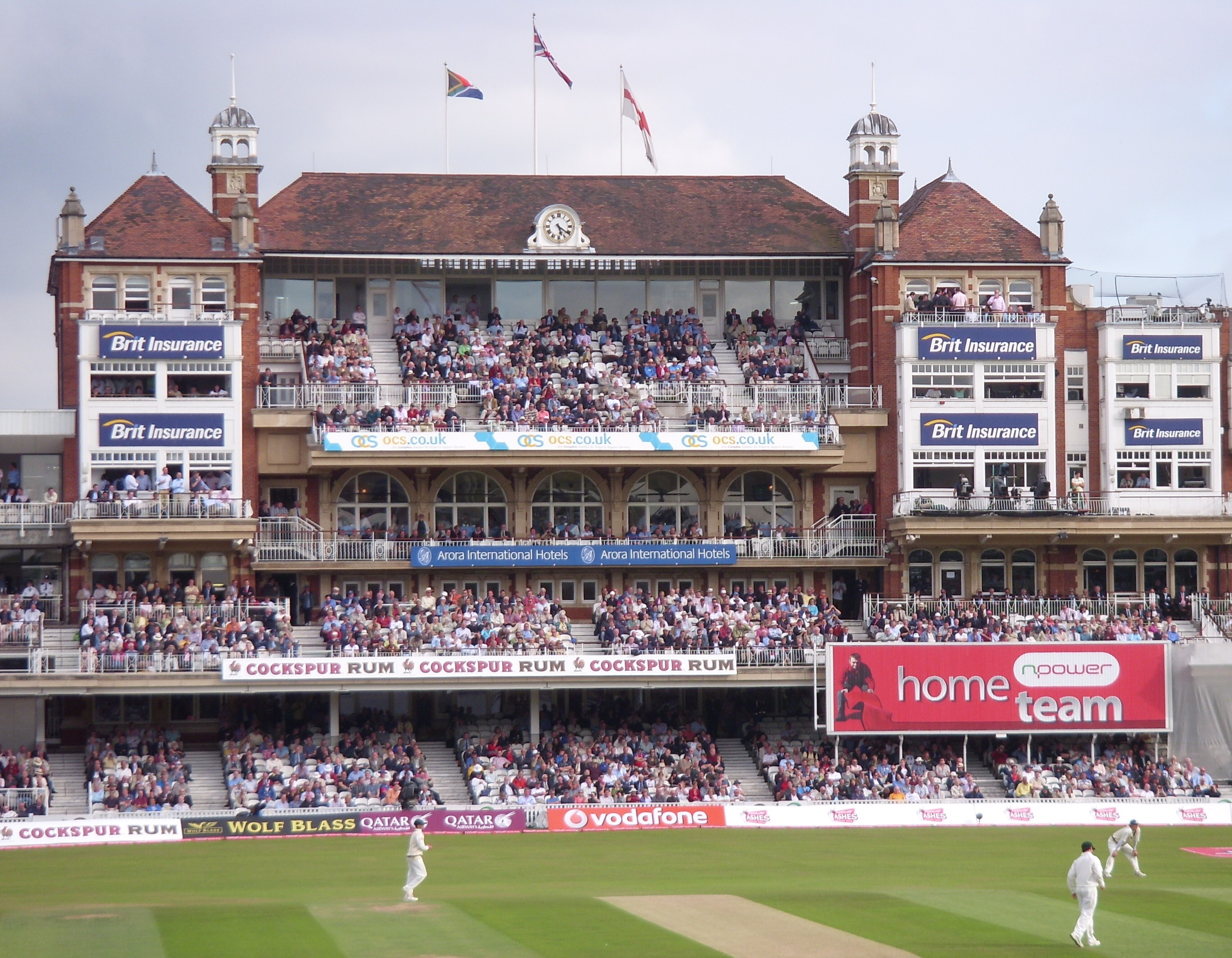
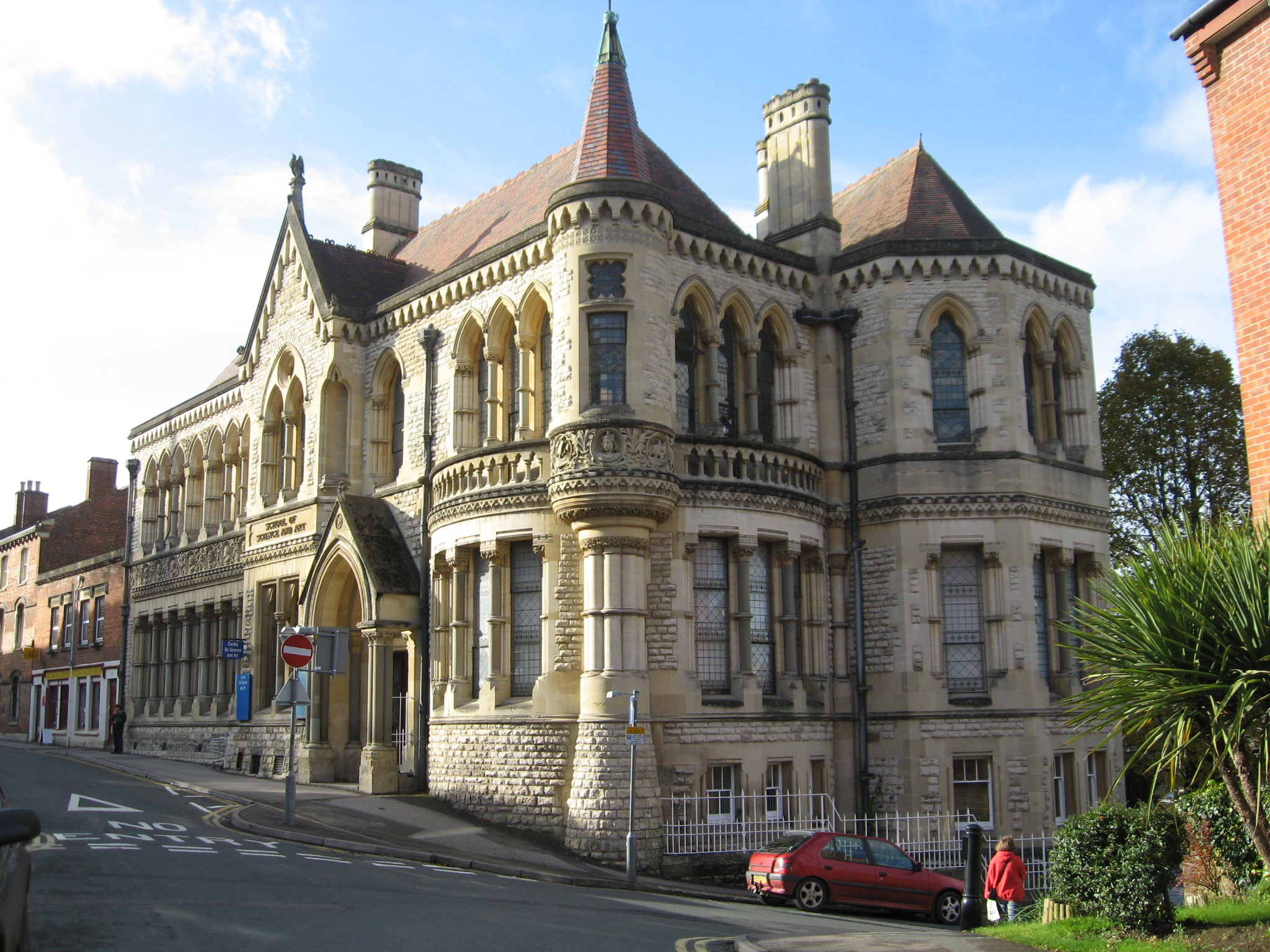
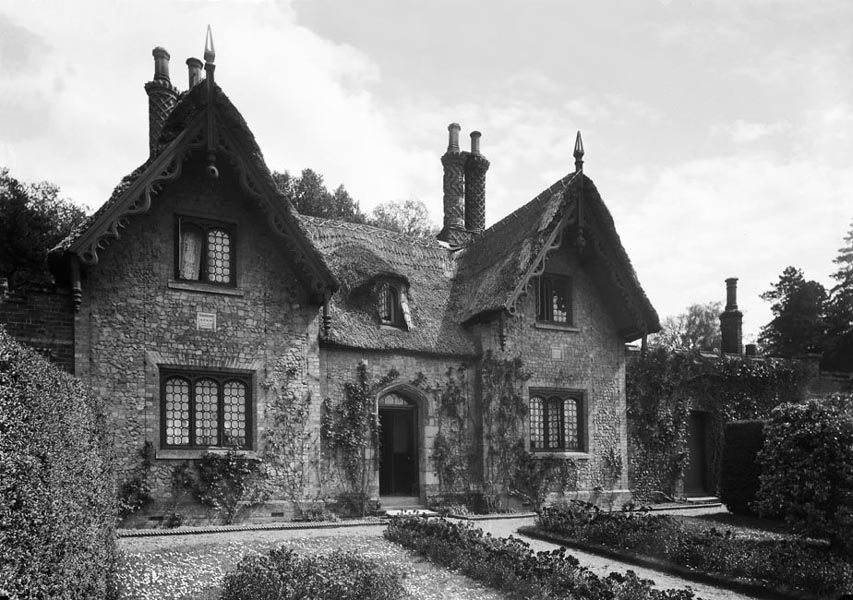
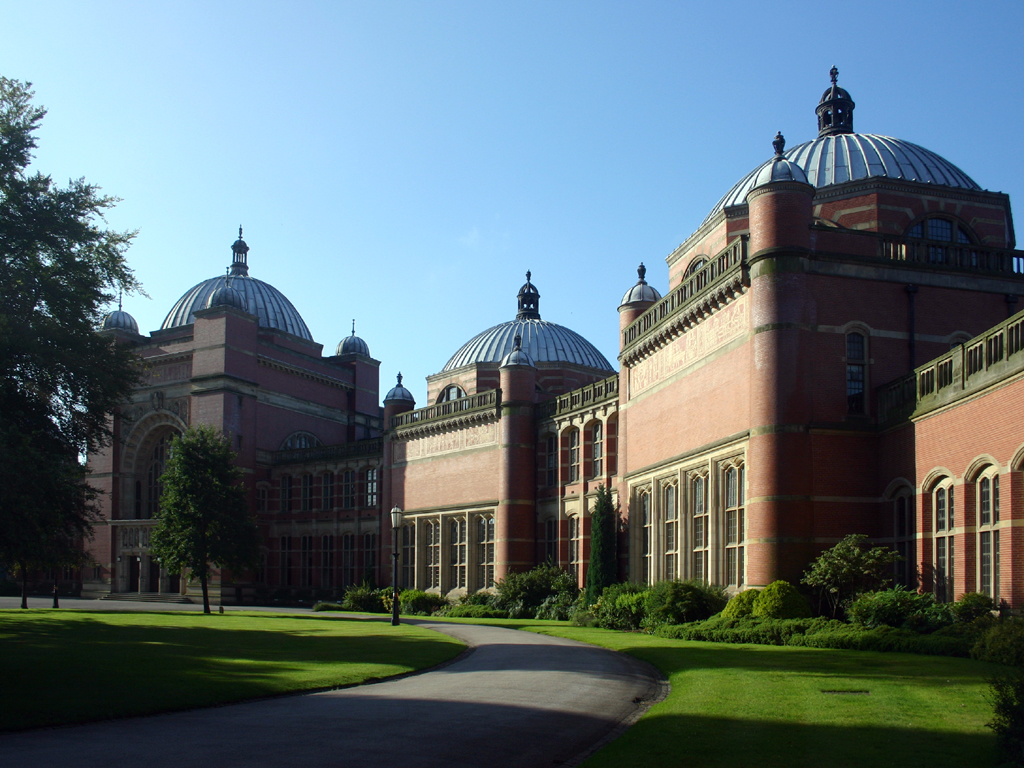
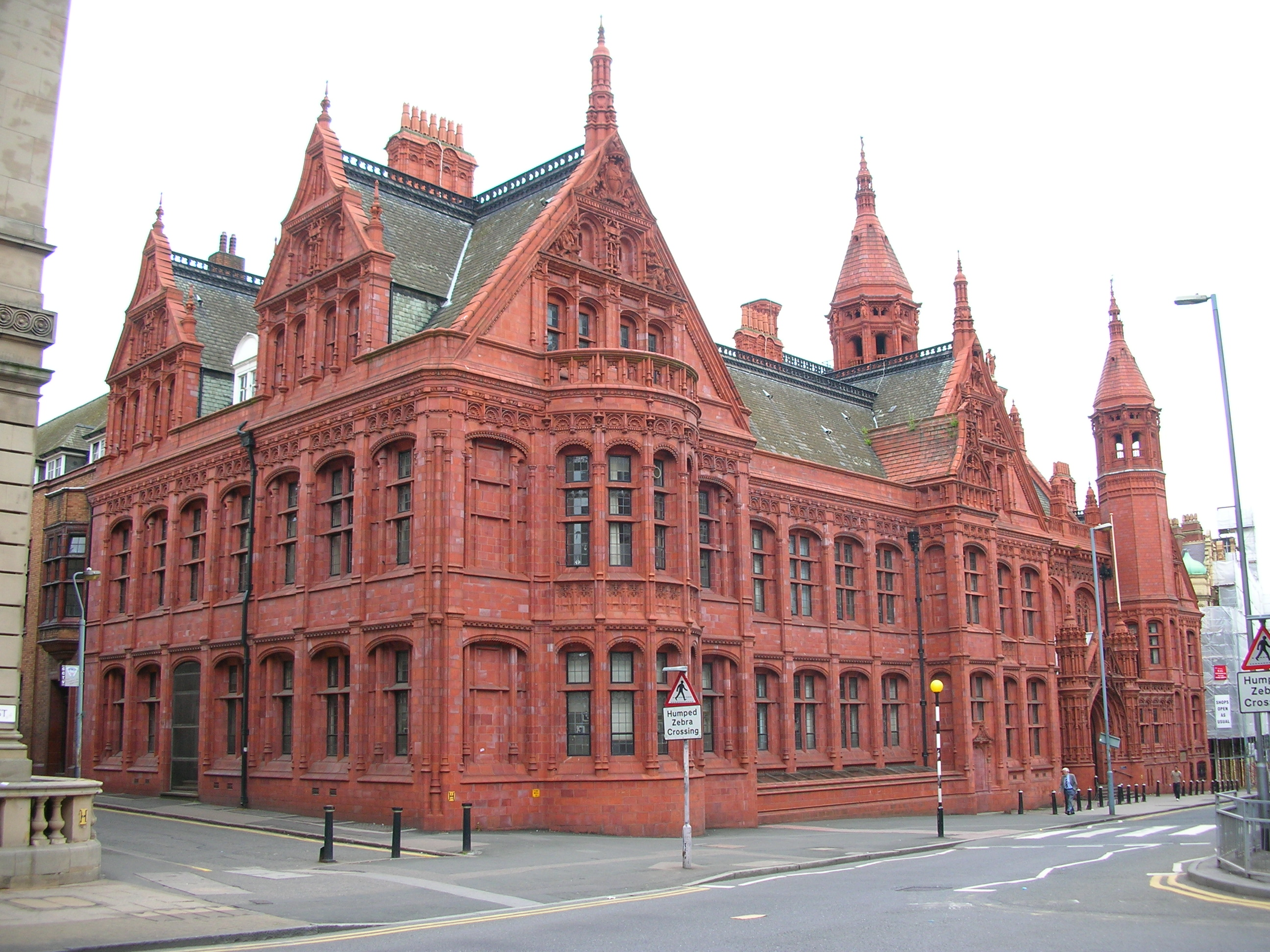
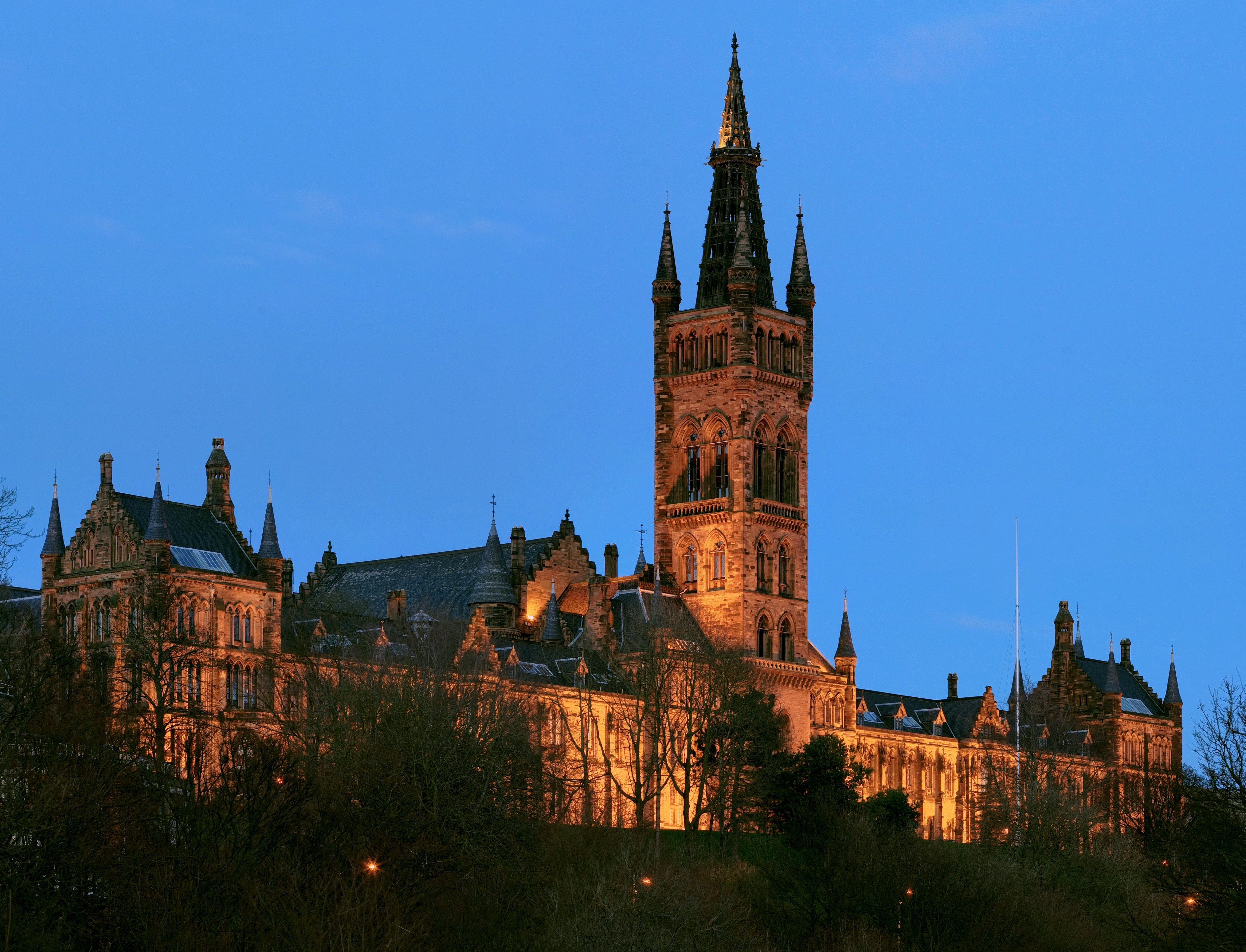
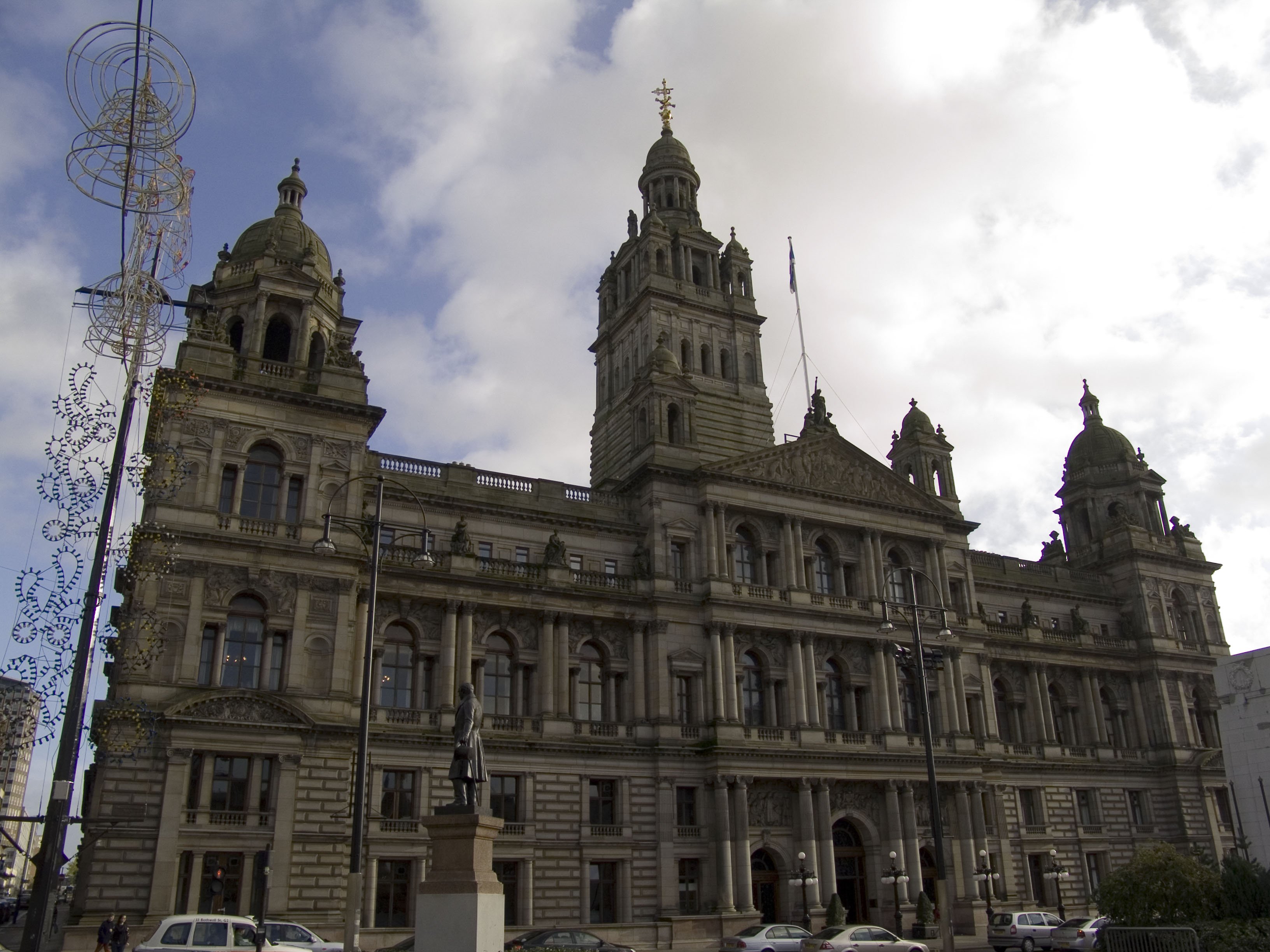
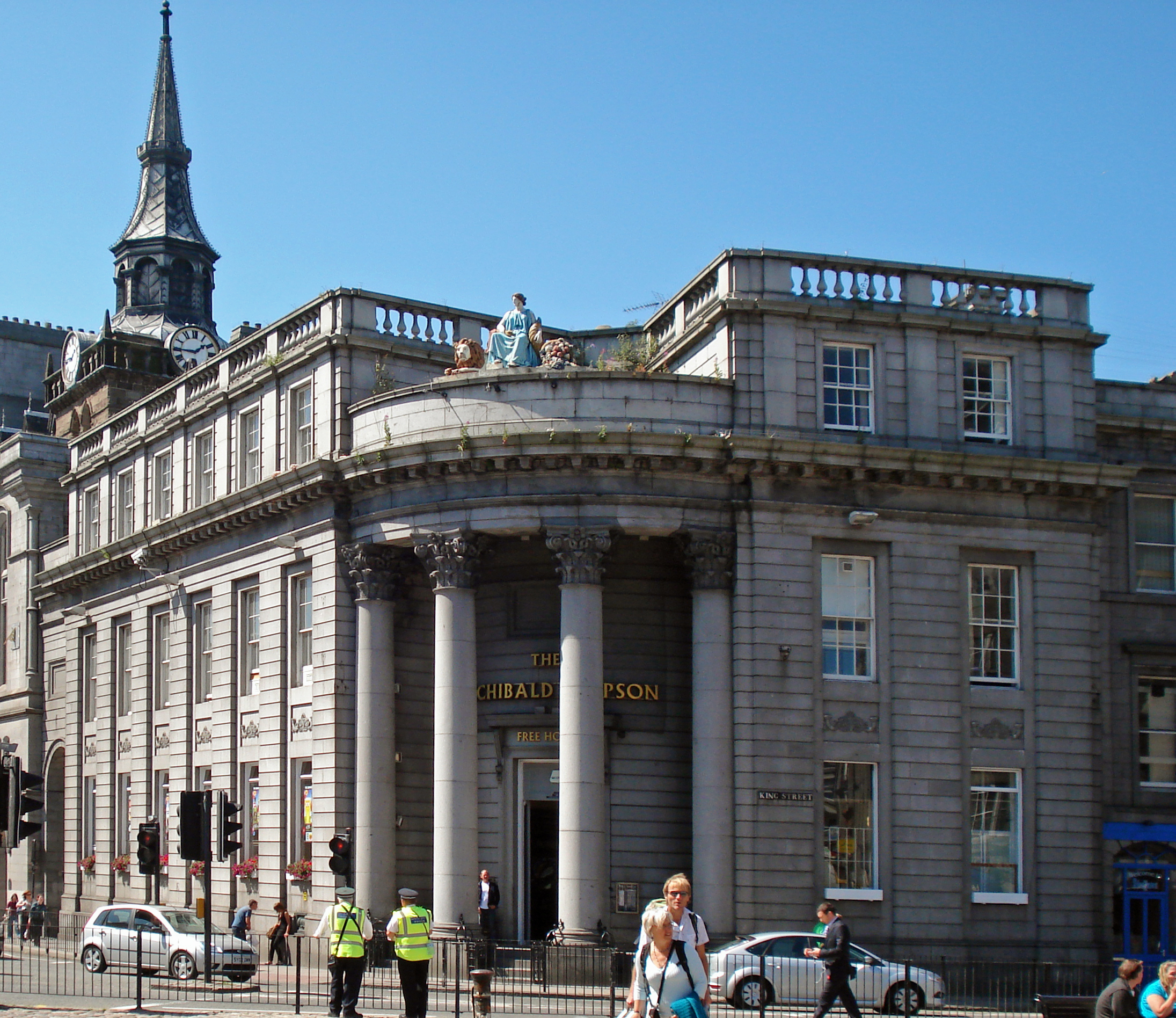
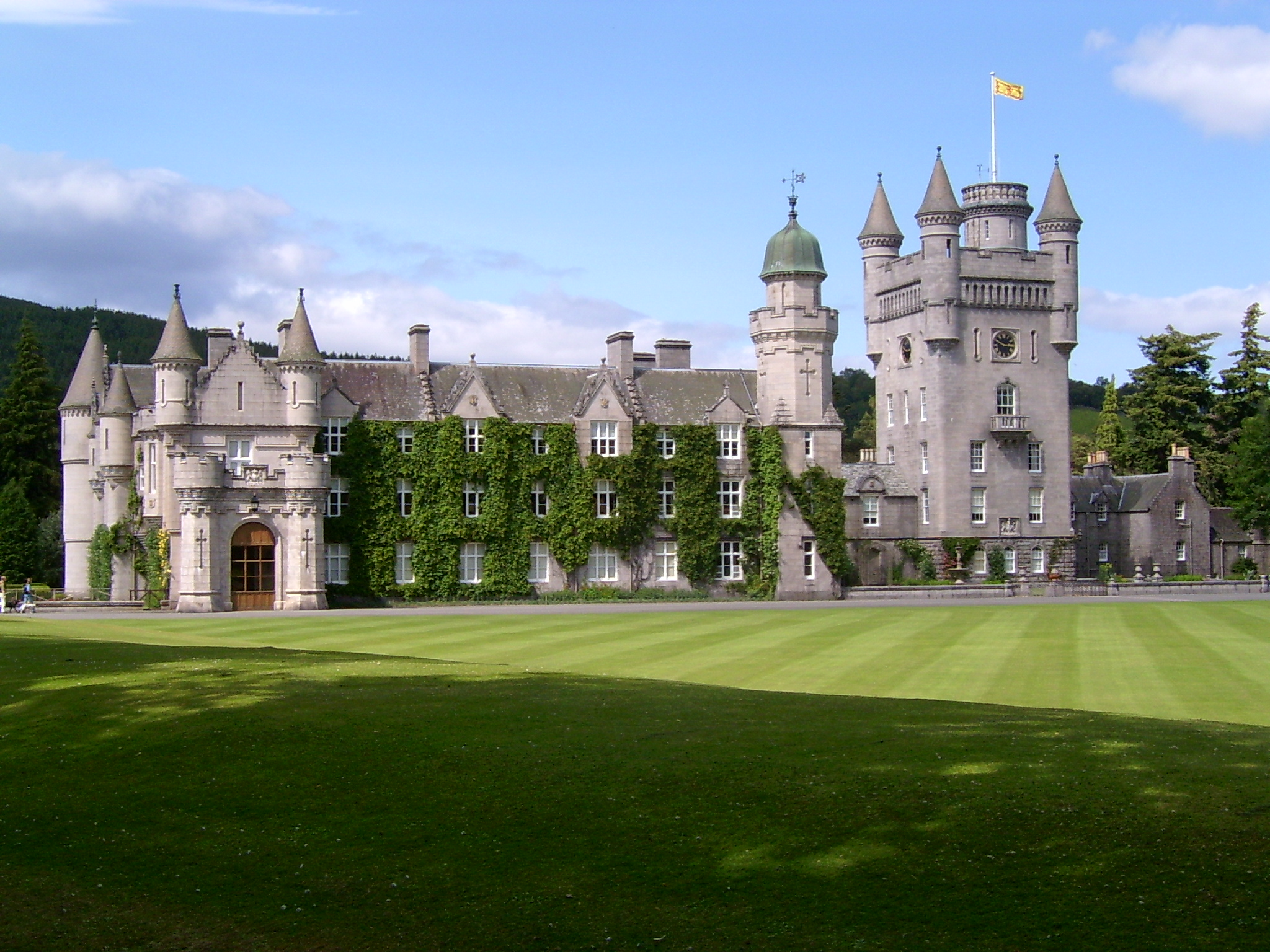
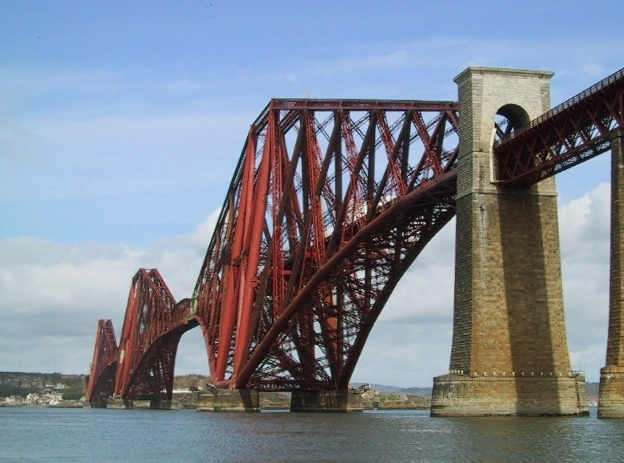